# 湘南撫子
湘南撫子（日语：ショウナンナデシコ），是日本純種競賽馬匹。生涯活躍於泥地賽事，曾於2022年勝出柏市紀念。

## 出賽前
2017年2月6日出生於北海道日高町天羽牧場，所有權歸於母系之馬主國本哲秀旗下。
其後交由栗東訓練中心練馬師須貝尚介訓練。

## 競賽生涯

### 2歲
2019年9月29日出戰阪神競馬場2歲新馬戰，比賽初段選擇領放戰術下於直路上逐步拉開對手，最終以7馬位優勢取得首勝。
其後出戰全緣冬青賞，雖然再度於比賽初段搶佔位置領放，但未能保持速度下被其他對手超越，最終以第四落敗。

### 3歲
2020年其主要於捷馬戰中打拼，然而未能發揮自身實力下屢屢碰壁，最終僅於4月11日的一場3歲一捷馬戰中勝出。

### 4歲
2021年繼續於捷馬戰中征戰，年初雖然於4歲以上兩捷馬戰中跑獲一席第三，但於其後的矢作川特別及於4歲以上兩捷馬戰均以第九大敗。
6月12日出戰3歲以上兩捷馬戰，本次比賽其保持於第三的先頭位置下於第四彎道稍微墮後，以第五的姿態進入直路。進入直路後，其隨即於所在位置奮力加速並爆發出全場最佳末腳，最終不但超越其他對手，更以6馬位優勢取得勝利。
其後出戰三捷馬戰JRA週年錦標保持穩定的表現跑出第五的入板戰績，10月30日出戰西脇錦標隨即以優秀的表現奪冠，成功晉級公開組。
11月28日出戰公開賽老人星錦標，一直保持於第三的位置下於直路壓制一同衝出的Great Time，最終率先透出下以1 1/2馬位優勢奪得管冠軍。
其後出戰表列賽參宿四錦標，本次比賽其繼續選擇先行戰術，保持於堇青石及大名激鬥後方位置穩步追走。進入直路後，其稍為抽出外檔進行加速，可惜仍然未能縮窄和堇青石之間的距離，最終被對手拋離2 1/2馬位落敗得第二。

### 5歲
2022年首戰為TCK女王盃，為其首次出戰分級賽。比賽開始後，其以優秀的反應搶前保持於第四的位置，並於比賽途中維持穩定的步速。進入直路後，雖然其超越前方賽駒一度取得領先，但於終點線前被後方來襲的Teorema超越，最終以頸位差距憾負。
3月2日出戰皇后盃，本次比賽其於有利位置推進下一直緊貼先頭的賽駒，進入直路後開始發力並爆發末腳，最終於中段取得領先下將優勢帶至終點，拉開後方1 1/2馬位取得首個分級賽冠軍。
其後出戰海洋盃，賽前獲得第二人氣。比賽開始後，第一人氣的Salsa Dione選擇領放，湘南撫子則守住第二位的位置跟隨對手推進。進入直路後，其於對手外側輕鬆越過取得領先，後續繼續爆發末腳速度下不斷拉開和後方賽駒的距離，最終8馬位巨大優勢取得分級賽連勝。
其後乘勢挑戰5月5日的日本一級賽柏市紀念，賽前落後竹園南帝取得第二人氣。比賽開始後，由於湘南撫子處於第1檔最內檔，兼且其出閘反應優秀，因而騎師吉田隼人順勢指揮其進行領放，並於比賽途中一直維持約莫1/2馬位的連線。通過第四彎道時，其開始加速並將優勢擴大至1馬位，於進入直路後繼續突放拉開距離，最終成功抵擋後方猛追的獨奏驚雷，以1 1/2馬位率先衝線取得首個一級賽冠軍，亦成為繼1990年Fujino Dancer後再一匹稱霸此賽事的雌馬。
7月6日繼續出戰地方賽事，目標為閃耀女士盃。比賽開始後，由於Salsa Dione以更積極的姿態搶佔位置，因而湘南撫子選擇於第二推進。進入直路後，其再度以輕鬆的姿態取代對手取得領先，後續繼續保持速度下亦能阻止Ladybug的攻勢，最終以頸位戰勝對手取得分級賽四連勝。
稍為休養過後於10月復出出戰雌馬預賽，比賽途中一直守住先頭位置於直路奮力加速並一度取得領先，可惜其後稍為力弱下被Pretty Chance及Teleos Bell反超，最終以第三的戰績完賽。
11月3日出戰日本育馬場盃雌馬經典賽，比賽初段保持於第三左右的內欄位置展開推進，進入直路後雖然嘗試繼續貼欄突放，可惜未能完全加速之下無法壓制Valle de la Luna及Grand Bridge，最終再度獲得第三。
其後出戰皇后賞，然而於比賽途中受制於頂磅57.5公斤，最終於直路無法最大程度衝刺下不敵Teleos Bell及Grand Bridge，奪得三連季的戰績。
年末以東京大賞典為目標，雖然比賽初段保持良好的節奏於前方行進，但於進入直路後開始力弱被其他賽駒超越，最終以第六落敗。

### 6歲
2023年首戰為二月錦標，比賽初段繼續選擇領放戰術帶領馬匹前進，然而進入直路後隨即因體力耗盡不斷失速，最終以第十五大敗，為其生涯首次亦是唯一一次跌出十名開外，
完成二月錦標後，陣營認為其表現開始下滑，因而安排其退役，並於2月24日取消日本中央競馬會的賽駒註冊。

### 詳細賽績
| 日期       | 舉辦國家 | 馬場 | 距離   | 級別   | 賽事名稱               | 負重 | 騎師     | 馬號 | 出馬 | 名次 | 時間   | 頭馬（二馬）      |
| ---------- | -------- | ---- | ------ | ------ | ---------------------- | ---- | -------- | ---- | ---- | ---- | ------ | ----------------- |
| 29/9/2019  | 日本     | 阪神 | 泥1800 |        | 2歲新馬                | 51   | 岩田望來 | 8    | 16   | 1    | 1:54.3 | （Akaboshi）      |
| 16/11/2019 | 日本     | 京都 | 泥1800 |        | 全緣冬青賞             | 54   | 岩田望來 | 1    | 10   | 4    | 1:53.3 | 傲雪王妃          |
| 6/1/2020   | 日本     | 京都 | 泥1800 |        | 3歲一捷馬              | 54   | 川田將雅 | 6    | 9    | 7    | 1:55.3 | Vorst             |
| 19/1/2020  | 日本     | 小倉 | 泥1700 |        | 粉蝶花賞               | 54   | 西村淳也 | 4    | 7    | 2    | 1:45.6 | Miyaji Kokuo      |
| 28/3/2020  | 日本     | 阪神 | 草1800 |        | 君子蘭賞               | 54   | 濱中俊   | 11   | 12   | 6    | 1:48.8 | Bon Om Touk       |
| 11/4/2020  | 日本     | 阪神 | 泥1800 |        | 3歲一捷馬              | 53   | 岩田望來 | 11   | 14   | 1    | 1:52.7 | （Rinen Fashion） |
| 17/5/2020  | 日本     | 東京 | 泥1600 | OP     | 青龍錦標               | 54   | 石橋脩   | 14   | 15   | 4    | 1:36.4 | 天上瓊漿          |
| 13/6/2020  | 日本     | 阪神 | 泥1800 |        | 3歲以上兩捷馬          | 51   | 岩田望來 | 3    | 12   | 3    | 1:51.9 | Diana Bright      |
| 21/11/2020 | 日本     | 東京 | 泥1600 |        | 西湖特別               | 54   | 石橋脩   | 10   | 16   | 6    | 1:38.1 | Teorema           |
| 27/2/2021  | 日本     | 阪神 | 泥1800 |        | 4歲以上兩捷馬          | 54   | 岩田望來 | 2    | 12   | 3    | 1:55.3 | La Voix Douce     |
| 20/3/2021  | 日本     | 中京 | 泥1800 |        | 矢作川特別             | 54   | 幸英明   | 16   | 16   | 9    | 1:54.8 | 野田輝耀          |
| 4/4/2021   | 日本     | 阪神 | 泥1800 |        | 4歲以上兩捷馬          | 55   | 吉田隼人 | 1    | 15   | 9    | 1:54.3 | 寓言              |
| 12/6/2021  | 日本     | 中京 | 泥1800 |        | 3歲以上兩捷馬          | 55   | 松山弘平 | 6    | 13   | 1    | 1:52.4 | （精靈女）        |
| 20/9/2021  | 日本     | 中京 | 泥1800 |        | JRA週年錦標            | 55   | 吉田隼人 | 14   | 16   | 5    | 1:51.5 | Transnational     |
| 30/10/2021 | 日本     | 阪神 | 泥1800 |        | 西脇錦標               | 55   | 藤岡康太 | 4    | 16   | 1    | 1:52.4 | （Kitano Indy）   |
| 28/11/2021 | 日本     | 阪神 | 泥2000 | OP     | 老人星錦標             | 52   | 吉田隼人 | 5    | 16   | 1    | 2:05.0 | （Great Time）    |
| 28/12/2021 | 日本     | 阪神 | 泥1800 | L      | 參宿四錦標             | 55   | 吉田隼人 | 13   | 16   | 2    | 1:52.1 | 堇青石            |
| 26/1/2022  | 日本     | 大井 | 泥1800 | JpnIII | TCK女王盃              | 55   | 吉田隼人 | 5    | 12   | 2    | 1:54.2 | Teorema           |
| 2/3/2022   | 日本     | 川崎 | 泥2100 | JpnII  | 皇后盃                 | 55   | 吉田隼人 | 4    | 13   | 1    | 2:15.7 | （Salsa Dione）   |
| 13/4/2022  | 日本     | 船橋 | 泥1600 | JpnIII | 海洋盃                 | 57   | 吉田隼人 | 13   | 13   | 1    | 1:41.3 | （Salsa Dione）   |
| 5/5/2022   | 日本     | 船橋 | 泥1600 | JpnI   | 柏市紀念               | 55   | 吉田隼人 | 1    | 14   | 1    | 1:38.9 | （獨奏驚雷）      |
| 6/7/2022   | 日本     | 川崎 | 泥1600 | JpnIII | 閃耀女士盃             | 58   | 吉田隼人 | 10   | 10   | 1    | 1:41.1 | （Ladybug）       |
| 6/10/2022  | 日本     | 大井 | 泥1800 | JpnII  | 雌馬預賽               | 57   | 吉田隼人 | 2    | 12   | 3    | 1:51.9 | Pretty Chance     |
| 3/11/2022  | 日本     | 盛岡 | 泥1800 | JpnI   | 日本育馬場盃雌馬經典賽 | 55   | 吉田隼人 | 2    | 11   | 3    | 1:50.3 | Valle de la Luna  |
| 30/11/2022 | 日本     | 船橋 | 泥1800 | JpnIII | 女皇賞                 | 57.5 | 吉田隼人 | 7    | 14   | 3    | 1:56.3 | Teleos Bell       |
| 29/12/2022 | 日本     | 大井 | 泥2000 | GI     | 東京大賞典             | 55   | 横山武史 | 8    | 14   | 6    | 2:06.3 | 盈寶奇嶽          |
| 19/2/2023  | 日本     | 東京 | 泥1600 | GI     | 二月錦標               | 56   | 横山武史 | 9    | 16   | 15   | 1:38.8 | 清爽口味          |

## 退役後
退役後，湘南撫子成為了繁殖雌馬，於北海道日高町天羽牧場休養，於2023年進行配種。首匹子嗣將於2024年出生，可於2026年出賽。

### 詳細繁殖資料
| 數目   | 馬名         | 出生年 | 性別 | 父系     | 練馬師 | 馬主 | 戰績       |
| ------ | ------------ | ------ | ---- | -------- | ------ | ---- | ---------- |
| 第一匹 | 湘南撫子2024 | 2024   | 雄馬 | 農神節慶 |        |      | （出賽前） |

## 血統簡介
父系黃金巨匠爲日本賽駒，生涯戰績彪炳，爲日本賽馬史上第七匹三冠馬，曾贏得六項一級賽並做出連續兩年於凱旋門大賽跑獲亞軍的佳績。祖父黃金旅程亦爲日本賽駒，生涯戰績不俗，曾勝出香港瓶，退役後配種成績亦非常優秀。
母系Shonan Mao為日本賽駒，生涯戰績不佳僅勝出條件戰級別的賽事。外祖父大和主將爲日本賽駒，生涯活躍於一哩賽事，曾於2007年稱霸春秋一哩賽，於2000米賽事亦有不錯戰績，如曾勝出皋月賞及秋季天皇賞。

### 血統表
| 父線：週日寧靜系（Halo系）                                         |                                   |                 |                 |
| 種馬 黃金巨匠 2008年（栗色）                                       | 黃金旅程 1994年（深棗色）         | 週日寧靜        | Halo            |
| 種馬 黃金巨匠 2008年（栗色）                                       | 黃金旅程 1994年（深棗色）         | 週日寧靜        | Wishing Well    |
| 種馬 黃金巨匠 2008年（栗色）                                       | 黃金旅程 1994年（深棗色）         | Golden Sash     | Dictus          |
| 種馬 黃金巨匠 2008年（栗色）                                       | 黃金旅程 1994年（深棗色）         | Golden Sash     | Dyna Sash       |
| 種馬 黃金巨匠 2008年（栗色）                                       | Oriental Art 1997年（栗色）       | 目白麥昆        | Mejiro Titan    |
| 種馬 黃金巨匠 2008年（栗色）                                       | Oriental Art 1997年（栗色）       | 目白麥昆        | Mejiro Aurora   |
| 種馬 黃金巨匠 2008年（栗色）                                       | Oriental Art 1997年（栗色）       | Electro Art     | 北方風味        |
| 種馬 黃金巨匠 2008年（栗色）                                       | Oriental Art 1997年（栗色）       | Electro Art     | Grandma Stevens |
| 繁殖雌馬 Shonan Mao 2009年（棗色）                                 | 大和主將 2001年（栗色）           | 週日寧靜        | Halo            |
| 繁殖雌馬 Shonan Mao 2009年（棗色）                                 | 大和主將 2001年（栗色）           | 週日寧靜        | Wishing Well    |
| 繁殖雌馬 Shonan Mao 2009年（棗色）                                 | 大和主將 2001年（栗色）           | Scarlet Bouquet | 北方風味        |
| 繁殖雌馬 Shonan Mao 2009年（棗色）                                 | 大和主將 2001年（栗色）           | Scarlet Bouquet | Scarlet Ink     |
| 繁殖雌馬 Shonan Mao 2009年（棗色）                                 | Shonan Happiness 1995年（深棗色） | Kris S.         | 雷弼圖          |
| 繁殖雌馬 Shonan Mao 2009年（棗色）                                 | Shonan Happiness 1995年（深棗色） | Kris S.         | Sharp Queen     |
| 繁殖雌馬 Shonan Mao 2009年（棗色）                                 | Shonan Happiness 1995年（深棗色） | Rambling Barb   | Cormorant       |
| 繁殖雌馬 Shonan Mao 2009年（棗色）                                 | Shonan Happiness 1995年（深棗色） | Rambling Barb   | Bouncy Barb     |
| 雌系：Rowes Bud系（號族：8-c）                                     |                                   |                 |                 |
| 五代內近親交配：週日寧靜 3×3、北方風味 5×4×4、Hail to Reason 5×5×5 |                                   |                 |                 |

## 命名由來
名字中，Shonan（ショウナン）是馬主國本哲秀冠名，來自其所居住的神奈川縣湘南地域，Nadeshiko（ナデシコ）即是日語中的對石竹屬的俗稱：「撫子」。

## 外部連結
- 湘南撫子 netkeiba.com （页面存档备份，存于）
- 血統表 （页面存档备份，存于）